# 赤瀬美保
赤瀬 美保（あかせ みほ、1967年3月26日 - ）は日本のリポーターである。以前はオフィスキイワードに所属していた。情報番組｢ハッスルわいど｣で田渕岩夫と共に司会を担当。
歌がうまく｢もう一度京都｣で田渕岩夫とデュエット。また｢きものみらい｣のお見立て会も田渕岩夫とセットでゲスト出演されるなど、かなり気に入られていたようである。
- 身長：158cm サイズ：B83 W60 H90
- 趣味：水泳、ゴルフ、マリンスポーツ（水上スキー・ダイビング）、プロ野球観戦、神社仏閣めぐり
- 湊川女子短期大学家政学科卒業

## 出演作品
- TV
  - 京都最新情報 （関西テレビ☆京都チャンネル）
  - 田渕岩夫の得ダネ!てれび （KBS京都テレビ）
- ラジオ
  - 妹尾和夫の夕刊探検隊 （ABCラジオ）
  - 田渕岩夫の思い出ほっこり （KBS京都ラジオ）
  - 毎日放送ダイナミックナイター （MBSラジオ）
  - 待ったなし大相撲 （MBSラジオ）
  - 安部ロク・のりおの土曜はノリのり （ABCラジオ）
  - とっておきはつらつワイド （ラジオ大阪）